# Donington Park

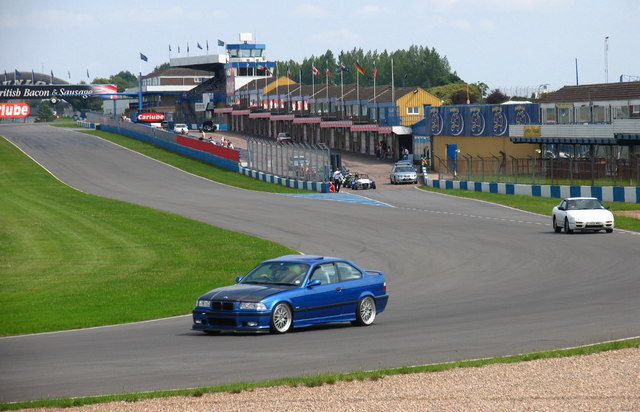
Donington Park

Donington Park is een racecircuit gelegen in Castle Donington, Engeland.
Het circuit ligt op het terrein van Donington Hall, uit de 17de eeuw, en was het belangrijkste Britse racecircuit totdat het voor de Tweede Wereldoorlog in verval raakte. Bouwondernemer Ton Wheatcroft kocht het circuit in 1971 en voegde er in 1973 het Donington Collection Grand Prix Car Museum aan toe.

## MotoGP
Lange tijd werd het circuit gebruikt voor de Britse ronde van het MotoGP kampioenschap. Op het circuit werd Jurgen van den Goorbergh vijfde, zijn hoogste klassering ooit. In 2010 verhuist de MotoGP naar het circuit van Silverstone.

## Formule 1
Na vele jaren van vergeefse pogingen lukte het eigenaar Wheatcroft in 1993 eindelijk om de Formule 1 naar zijn circuit te krijgen, de race werd verreden als Grand Prix van Europa. Ayrton Senna werd de winnaar. In 1994 zou de GP van Europa er ook worden gereden maar toen werd de race vervangen door de Grand Prix van de Pacific. De plannen waren om in 2010 er weer te rijden, maar dit ging niet door, aangezien het circuit miljarden schuld heeft door verbouwingen. Deze verbouwingen waren nodig om de Formule 1 binnen te halen, en zijn nog niet afgerond. In 2009 sloot Formule 1 "baas" Bernie Ecclestone een nieuw zeventienjarig contract af met de directie van het circuit van Silverstone, wat een terugkeer naar Donington voorlopig uitsluit.

## Overig
Naast de bekende MotoGP komen op het circuit nog meer klassen in actie. Er is een jaarlijkse ronde van het BTCC, en zijn er races voor zowel het nationale als wereldkampioenschap Superbikes. In het verleden heeft ook de Formule 1 op Doningtaon park gereden.

## Concerten
Donington Park is ook bekend van de vele concerten van Monsters of Rock (van 1980 t/m 1996) met meerdere (hard)rock en metalbands), Ozzfest, Download Festival, Iron Maiden, ZZ Top en nog een aantal andere bands en festivals, vooral in het genre hardrock en heavy metal.